# Syncharina punctatissima
Syncharina punctatissima är en insektsart som beskrevs av Victor Antoine Signoret 1854. Syncharina punctatissima ingår i släktet Syncharina och familjen dvärgstritar. Inga underarter finns listade i Catalogue of Life.